# Герб Афин
Герб Афин представляет собой официальную символику столицы Греции.

## Описание
Герб представляет собой щит круглой формы темно-синего цвета, в центре герба располагается равносторонний золотой крест. В центральной части щита изображён белый и синий круг. В центре синего круга изображена богиня Афина. На фоне белого круга изображены две лавровые ветви. Герб Афин по контуру окаймляют ещё две ветви лаврового дерева. Под щитом написано название города на греческом языке. Синий цвет олицетворяет голубое небо, золотой силу и благородство.
На гербе города во времена Древней Греции была изображена сова.

## История
На версии герба 1835 года Афина изображалась в полный рост, серебряная в голубом поле, втыкающая в землю копьё. После 1917 года щит герба стал круглым, появился ободок с древним орнаментом и надпись: «Народ Афинский». С 1981 года герб Афин приобрёл современный вид.